# ديميتار ماكرييف

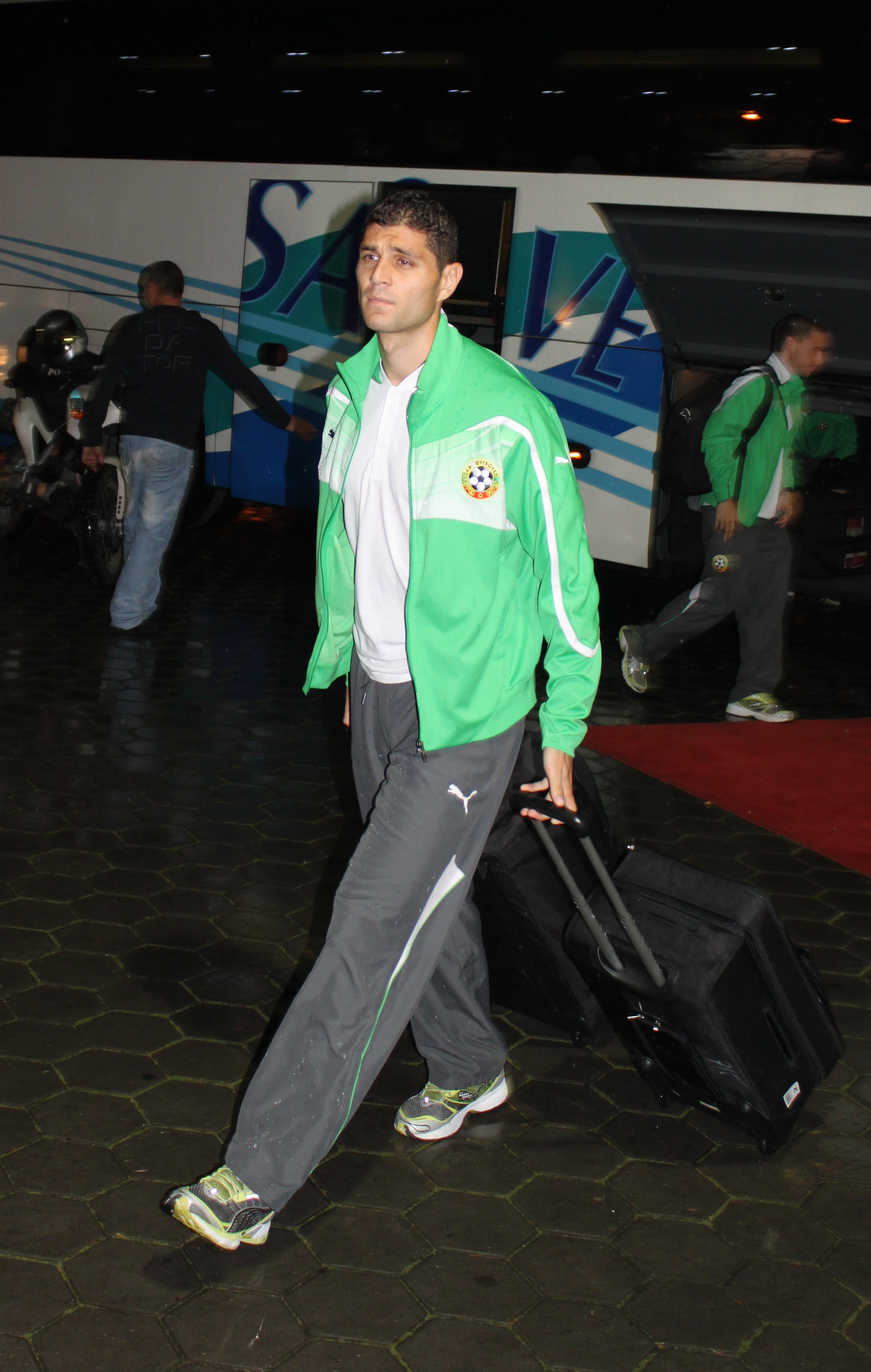
ديميتار ماكرييف.

ديميتار إيفانوف ماكرييف (بالبلغارية: Димитър Макриев)‏ (مواليد 7 يناير 1984 في غوتسه دلتشو) لاعب كرة قدم بلغاري دولي يجيد اللعب في خط الهجوم . يلعب حاليا لصالح نادي أشدود الإسرائيلي منذ 2008 .

## روابط خارجية
- ديميتار ماكرييف على موقع الاتحاد الأوربي (الإنجليزية)
- ديميتار ماكرييف على موقع اتحاد أوكرانيا (الإنجليزية)
- ديميتار ماكرييف على موقع قاعدة بيانات كرة القدم.إي يو (الإنجليزية)
- ديميتار ماكرييف على موقع ناشيونال فوتبول تيمز (الإنجليزية)
- ديميتار ماكرييف على موقع Soccerway.com (الإنجليزية)